# Lobsang Dragpa
Lobsang Dragpa  (1429-1511) was een Tibetaans geestelijke. Hij was de elfde Ganden tripa van 1499 tot 1511 en daarmee de hoofdabt van het klooster Ganden en hoogste geestelijke van de gelugtraditie in het Tibetaans boeddhisme.
Lobsang Dragpa werd geboren in Dar in Tsang en bezocht op jonge leeftijd het klooster in Dar. Daar kreeg hij als novice een basisopleiding maar moest hij na enkele jaren het klooster verlaten na problemen met de leiding. Hij vertrok naar Lhasa en schreef zich waarschijnlijk in bij een van de kloosterscholen van het Drepungklooster. Hij kreeg namelijk onderricht van Kenchen Pälden Lodro, die ook lesgaf aan de 10e Ganden tripa Yeshe Tsangpo, die daar toen verbleef.
Lobsang Dragpa studeerde soetra en tantra, en andere onderwerpen uit de gelug-traditie, aan de kloosters van Thangkya en Sagngak Khar. Zijn bekendste leermeester was Yonten Gyatso, de 9e abt van Drepung en stichter van het Jamling Lhagangklooster. Op 71-jarige leeftijd werd hij gekozen tot Ganden tripa, zijn ambtstermijn duurde 12 jaar en eindigde met zijn overlijden in 1511 op 83-jarige leeftijd.